# سینه‌زغالی گلوسیاه
سینه‌زغالی گلوسیاه (نام علمی: Anthracothorax nigricollis) نام یک گونه از سرده سینه‌زغالی است.